# Dune Dewulf

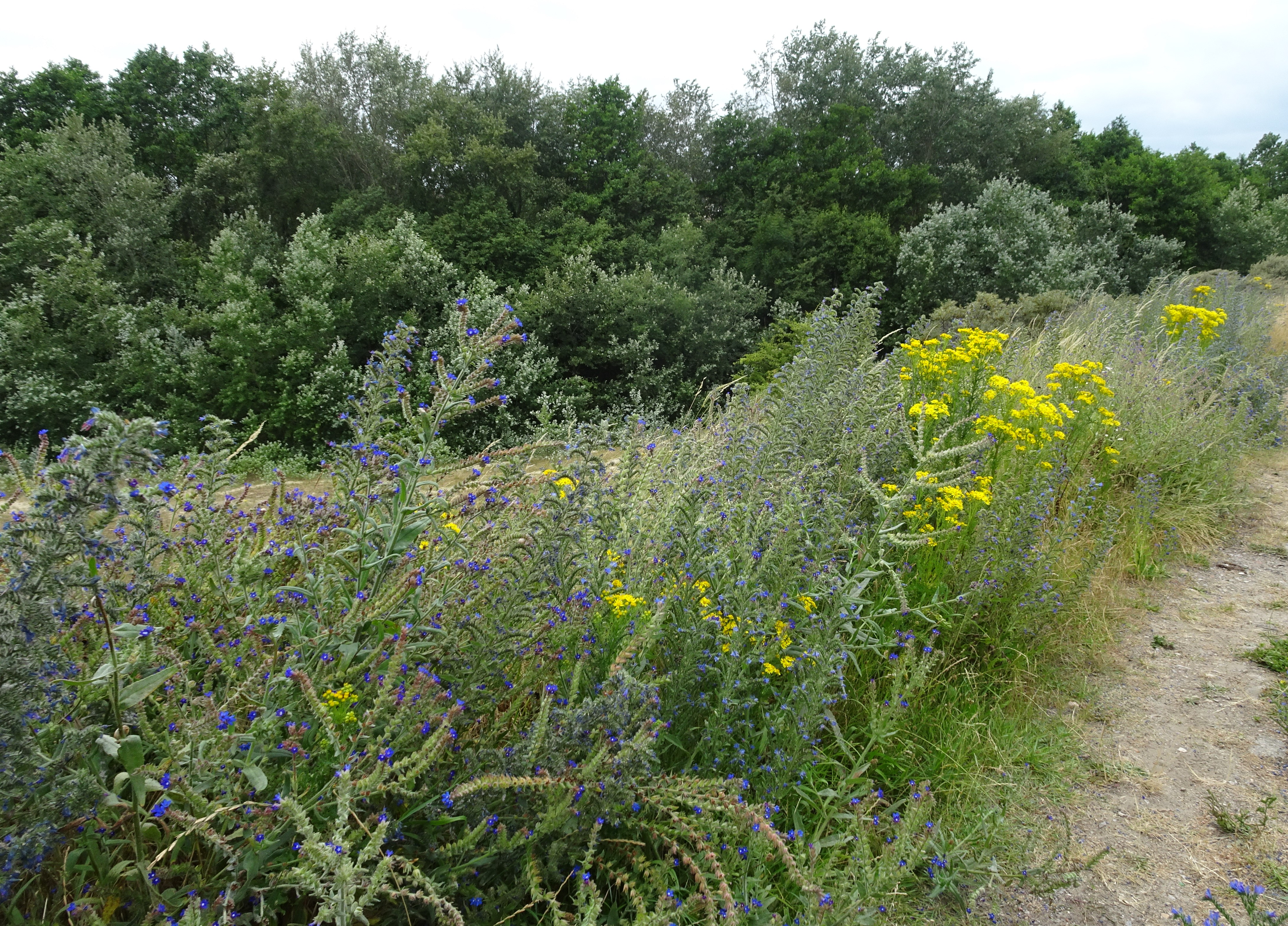
Dune Dewulf

Het Dune Dewulf is een natuurgebied in de tot het Noorderdepartement behorende Franse gemeenten Leffrinkhoeke, Zuidkote en Gijvelde.
Het gebied omvat in totaal bijna 300 ha duingebied en is bijzonder rijk aan planten en dieren. Er werden onder meer 70 soorten broedvogels geteld en 350 plantensoorten, waaronder parnassia en duinviooltje.
In het Dune Dewulf bevinden zich zowel droge duinen als vochtige duinpannen. De duinen kennen een militaire geschiedenis, waarvan de overblijfselen in het gebied te vinden zijn. Bij de ingang bevindt zich een voormalig militair kamp, het Fort des Dunes.